# Talik

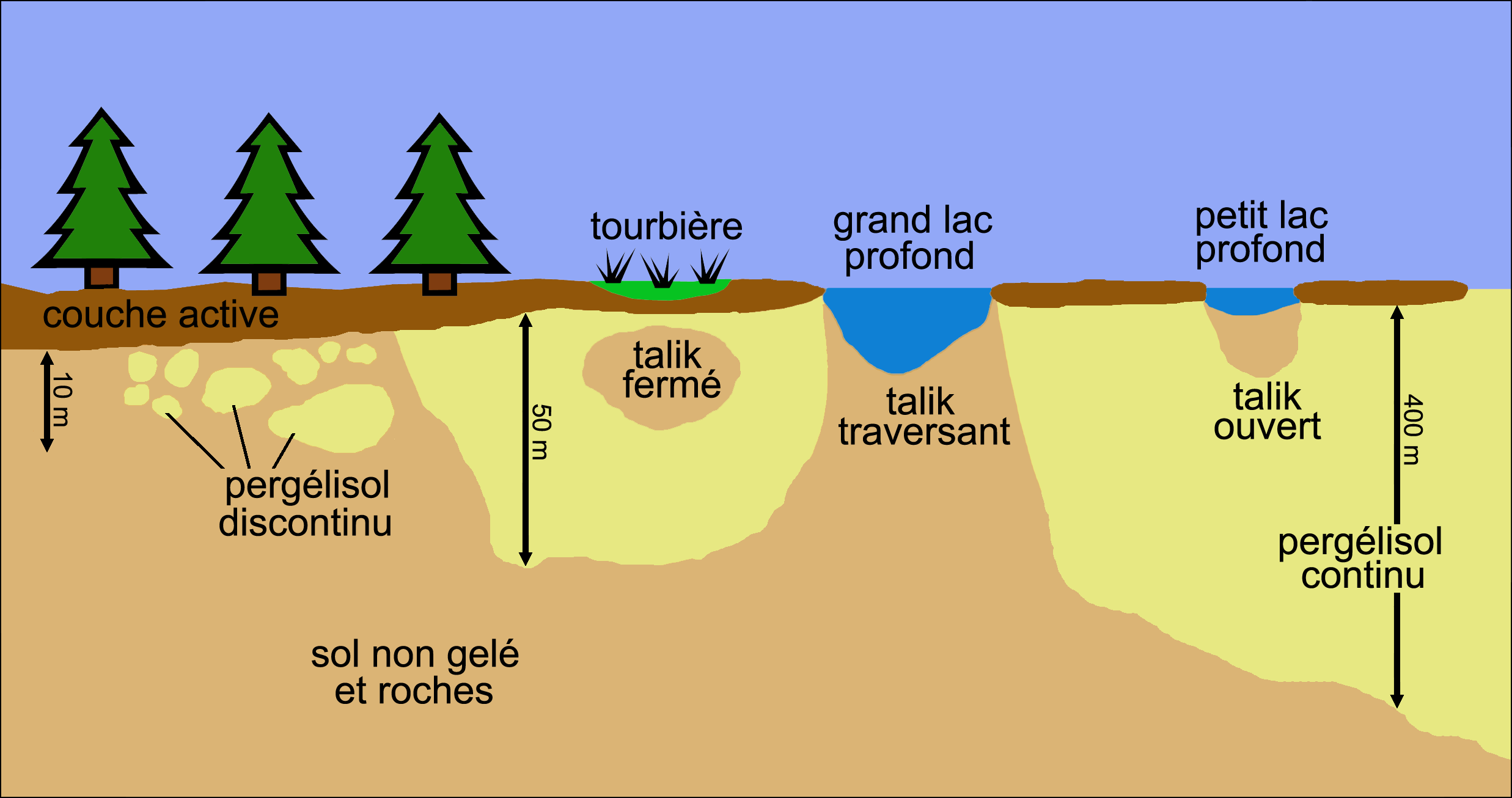
Coupe verticale de la zone de transition entre pergélisol continu et discontinu, montrant les trois types de taliks.

Un talik (du Russe : та́лик, [ˈtalʲɪk], dérivé du verbe таять, taïat', 'dégeler') est une couche de sol dégelé durant toute l'année, qui se trouve au milieu d’une zone de pergélisol. Dans les régions où le pergélisol est continu, les taliks apparaissent souvent au-dessous des rivières et des lacs de thermokarst (ces lacs sont également appelés alass), dans lesquels la partie inférieure de l’eau ne gèle pas en hiver. Par conséquent, le sol qui se trouve au-dessous ne gèle pas non plus.

## Classification
On distingue trois types de taliks :
- le talik fermé
- le talik ouvert
- le talik traversant

Dans le premier cas, le talik est complètement entouré par le pergélisol (il peut y avoir une tourbière au-dessus). Dans le deuxième, il est ouvert dans sa partie supérieure (où se trouve par exemple un lac de thermokarst, petit et profond). Dans le troisième cas, non seulement il est ouvert dans sa partie supérieure (qui peut correspondre à un lac profond de plus grande taille que dans le cas précédent), mais il communique aussi avec d’importantes couches dégelées au-dessous de sa partie inférieure.

## Talik supra-permafrost
En raison des fluctuations du climat ou de son réchauffement, il peut arriver que les régions où règne le pergélisol présentent une couche dégelée, entre la couche active (celle qui gèle et dégèle selon les saisons) et le pergélisol proprement dit. Cette couche est appelée un talik supra-permafrost. Cette variété particulière de talik est différente des trois types traditionnels, plutôt liés à la présence d’une masse d’eau liquide, lac ou rivière : elle se forme lorsque le sol qui a dégelé en été ne regèle pas complètement l’hiver.
Certaines études avancent que les fluctuations (ou le réchauffement) climatiques inciteraient à la formation de ces taliks supra-permafrost dans les régions moyennement froides. Dans les régions très froides, un réchauffement provoquerait simplement un dégel plus profond l'été sans formation de talik, tandis que dans les zones de pergélisol les moins froides, ce dernier, moins profond, disparaîtrait rapidement. De tels taliks supra-permafrost ont récemment été observés dans l'Est de la Russie. Avec le temps, dans l’hypothèse d’une augmentation continue de la température de l'air (ou de celle du manteau de neige), ce type de talik pourrait devenir de plus en plus important et la couche de permafrost profond pourrait disparaître.